# Юная мисс США 1999
Юная Мисс США 1999 (англ. Miss Teen USA 1999) — 17-й национальный конкурс красоты, проводился в Hirsch Memorial Coliseum, Шривпорт, Луизиана. Победительницей стала Эшли Коулмэн, представлявшая штат Делавэр.
Ведущим вечера стал Карсон Дэйли с комментариями Эли Ландри и Джули Моран. Ландри была участницей «Юная мисс Луизиана 1990», «Мисс Луизиана 1996» и Мисс США 1996, прошла в полуфинал на Юная мисс США 1990 до победы в «Мисс США 1996».
Выступали Бритни Спирс и N'Sync.  Второй год, когда выступала группа N'Sync.

## Результат

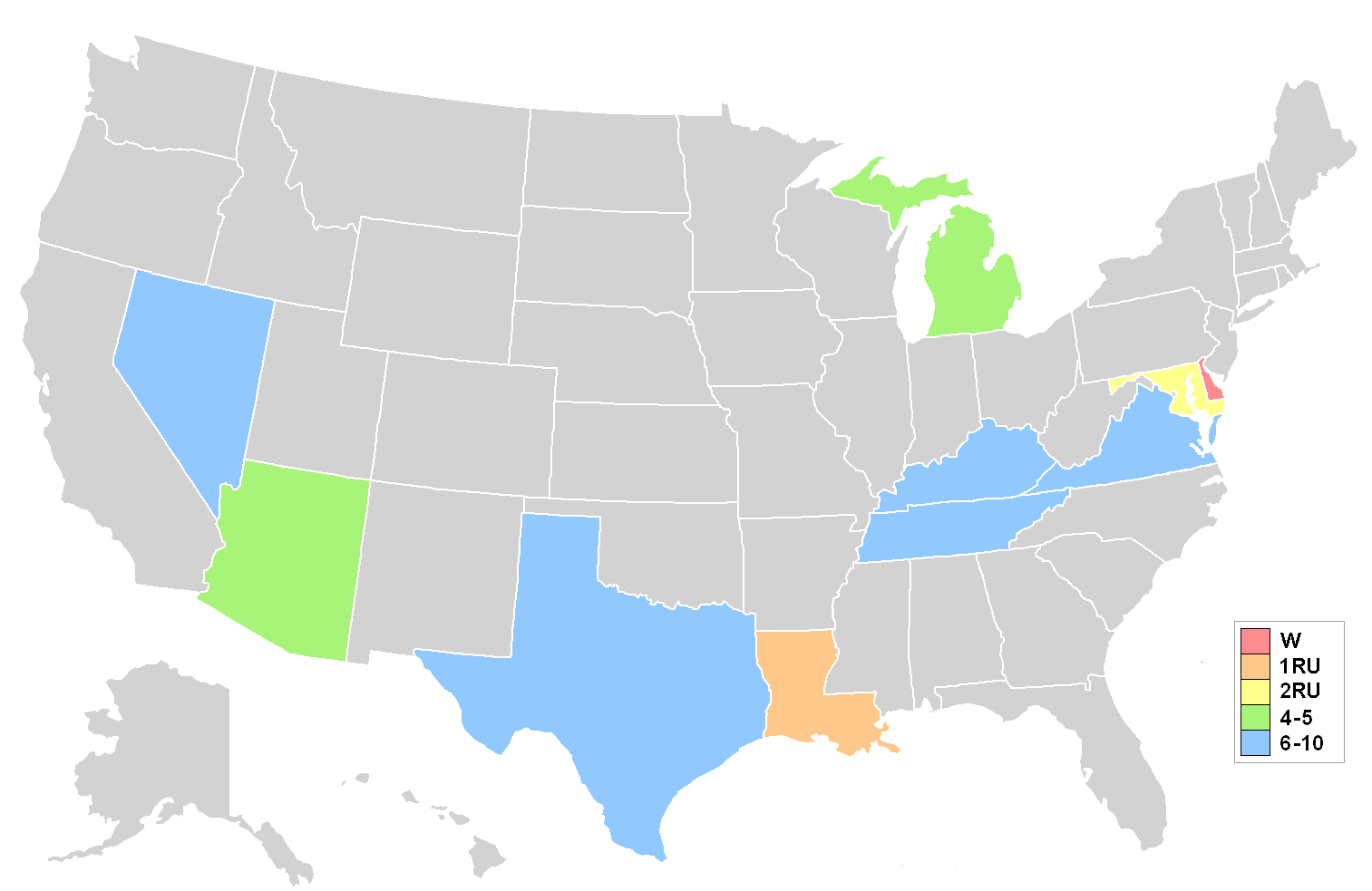
Штаты финалистки конкурса красоты Юная Мисс США 1999

### Места
| Итоговый результат | Участница |
| ------------------ | --- |
| Юная Мисс США 1999 | - Делавэр — Эшли Коулман |
| 1-я Вице Мисс      | - Луизиана — Сара Торнхилл |
| 2-я Вице Мисс      | - Мэриленд — Коси Рой |
| Топ 5              | - Аризона — Даниэль Демски - Мичиган — Сара Дузенданг                                                                                 |
| Полуфиналистки     | - Кентукки — Лекси Кемпер - Техас — Мисти Гилс - Теннесси — Рейчел Бостон - Виргиния — Кристи Лорен Глакас - Невада — Кристен Уолтерс |

### Специальные награды
| Награда                 | Участница                    |
| ----------------------- | ---------------------------- |
| Мисс Конгениальность    | - Нью-Йорк — Морган Махолич  |
| Мисс Фотогеничность     | - Кентукки — Лекси Кемпер    |
| Стиль                   | - Колорадо — Морган О'Мюррей |
| Лучший купальный костюм | - Делавэр — Эшли Коулман     |

### Баллы
| Штат     | Интервью | Купальный костюм | Вечернее платье | Средний балл |
| -------- | -------- | ---------------- | --------------- | ------------ |
| Делавэр  | 9.73     | 9.65             | 9.77            | 9.71         |
| Мэриленд | 9.76     | 9.58             | 9.47            | 9.60         |
| Мичиган  | 9.57     | 9.46             | 9.73            | 9.58         |
| Аризона  | 9.22     | 9.45             | 9.68            | 9.45         |
| Луизиана | 9.32     | 9.51             | 9.50            | 9.44         |
| Кентукки | 9.44     | 9.28             | 9.58            | 9.43         |
| Техас    | 9.17     | 9.48             | 9.45            | 9.36         |
| Теннесси | 8.96     | 9.39             | 9.45            | 9.26         |
| Виргиния | 9.06     | 9.36             | 9.34            | 9.25         |
| Невада   | 9.09     | 9.21             | 9.41            | 9.23         |

## Участницы
| - Айдахо – Кимберли Вейбл - Айова – Тереза Моберг - Алабама – Старла Смит - Аляска – Кьерсти Мари Паркер - Аризона – Даниэль Демски - Арканзас – Сара Муди - Вайоминг – Кэти Рудофф - Вашингтон – Дайанна Карлсон - Вермонт – Дженнифер Рипли - Виргиния – Кристи Лорен Глакас - Висконсин – Динндра Деблак - Гавайи – Ауреана Цеу - Делавэр – Эшли Коулмэн - Джорджия – Кили Райт - Западная Виргиния – Кэрри Энн Флешман - Иллинойс – Эмбер Дусак - Индиана – Дженнифер Филипс - Калифорния – Марианна Кеннеди - Канзас – Грейс Шибли - Кентукки – Лекси Кемпер - Колорадо – Морган О'Мюррей - Коннектикут – Бетани МакГлинн - Луизиана – Сара Торнхилл - Массачусетс – Джилл Линн Донахью - Миннесота – Лаура Бет Рейер | - Миссисипи – Эллисон Бладворт - Миссури – Андреа Эллиотт - Мичиган – Сара Мари Дусенданг - Монтана – Райлин Миллер - Мэн – Мишель Болье - Мэриленд – Хоси Рой - Небраска – Кили Кемпке - Невада – Кристен Уолтерс - Нью-Гэмпшир – Кристен Терстон - Нью-Джерси – Николь Мари Голас - Нью-Мексико – Алина Огл - Нью-Йорк – Морган Махолич - Огайо – Эрика Муди - Оклахома – Эшли Боуэн - Вашингтон (округ Колумбия) – Шелби Брэкстон-Брукс - Орегон – Трейси Хакенмиллер - Пенсильвания – Кристина Синдрич - Род-Айленд – Джоди Фурнье - Северная Дакота – Натали Ларсон - Северная Каролина – Стефани Холт - Теннесси – Рэйчел Бостон - Техас – Мисти Джайлз - Флорида – Мишель Шмотцер - Южная Каролина – Ханна Грумс - Южная Дакота – Алексия Бонте - Юта – Лаурисса Соломон |

## Судьи
- Кимберли Кирбергер
- Эрик Лайвли
- Колин Мортенсен
- Дэйв Томберлин
- Тиша Вентурини
- Кулио
- DJ Spinderella[англ.]
- Жанна Пюн